# Turbo Assembler
Turbo Assembler ou TASM, est un assembleur pour la famille de processeurs x86, créé par Borland. La dernière version, TASM 5.4, est toujours distribuée par Embarcadero, dans sa version 32 bits, avec Delphi et C++Builder ; il prend en charge le jeu d'instructions x86 jusqu'au Pentium MMX, sorti en 1997 (y compris les instructions du Pentium Pro, sorti un peu avant, en 1995).